# Hydraena rufipes
Hydraena rufipes är en skalbaggsart som beskrevs av Curtis 1830. Hydraena rufipes ingår i släktet Hydraena och familjen vattenbrynsbaggar. Inga underarter finns listade i Catalogue of Life.